# Jean M. Barr
Jean M. Barr (* im 20. Jahrhundert) ist eine US-amerikanische Pianistin und Musikpädagogin.

## Leben
Barr studierte an der University of Southern California bei Gwendolyn Koldofsky und an der Northwestern University bei Gui Mombaerts. Zu Beginn ihrer Laufbahn wirkte sie als Klavierbegleiterin an Meisterklassen von Jascha Heifetz, Gregor Piatigorsky, William Primrose und Martial Singher mit. In den USA und im Ausland trat sie als Begleiterin von Musikern wie Carmen Balthrop, James Dunham, Pierre Fournier, Eduard Melkus, Igor Ozim, François Rabbath, Gabor Rejto, Mstislaw Rostropowitsch, Ivan Straus, Andor Toth, Gerald Fischbach, Thomas Hampson, Donald McInnes, Eudice Shapiro und Zvi Zeitlin auf.
Als Lehrerin wirkte Barr an der University of Southern California, der University of Texas at Austin, der Arizona State University und der Music Academy of the West in Santa Barbara. Von 1988 bis zu ihrer Emeritierung war sie Professorin an der Eastman School of Music, wo sie den Studiengang Kammermusik und Klavierbegleitung begründete und leitete. Daneben gab sie Meisterklassen u. a. in Europa, Asien und Australien, in Neuseeland, China, Japan, der Sowjetunion und Mexiko.
Mehrere Jahre nahm sie an den Sommerworkshops der Eastman School und am Aspen Music Festival als Lehrerin für Klavierbegleitung teil. Sie organisierte Kammermusikkonzerte für die National Conference on Piano Pedagogy und für Veranstaltungen der Music Teachers National Association (MTNA) und wurde die erste Vorsitzende des Collaborative Performance Advisory Committee der MTNA und des Committee on Collaborative Performance der National Conference on Keyboard Pedagogy. Ausgezeichnet wurde Barr 1994 mit dem Eisenhart Award for Excellence in Teaching, 2004 mit dem Susan B. Anthony Lifetime Achievement Award der University of Rochester, 2008 mit dem Music Teachers National Association Achievement Award, 2019 mit dem National Conference on Piano Pedagogy’s Outstanding Service Recognition Award und 2022 mit dem Centennial Award der Eastman School of Music.